# Igor Janik (szachista)
Igor Janik (ur. 9 czerwca 2000 w Elblągu) – polski szachista, arcymistrz od 2022 roku.

## Kariera szachowa
Udział w zawodach szachowych zaczął od startu w indywidualnych mistrzostwach Polski juniorów w 2010 w Wiśle, gdzie zajął 8. miejsce. Sześciokrotnie zdobył medale mistrzostw Polski juniorów: srebrny w Solinie w 2012 (do lat 12), srebrny w Wałbrzychu w 2013 (do lat 14), złoty w Spale w 2014 (do lat 14), srebrny w Karpaczu w 2015 (do lat 16), złoty w Szklarskiej Porębie w 2016 (do lat 16) i złoty w Ustroniu w 2017 (do lat 18).
Był brązowym medalistą mistrzostw Europy juniorów w szachach szybkich w Tallinn w 2014 roku, do lat 14). Pięciokrotnie był medalistą mistrzostw Polski juniorów w szachach szybkich (w tym trzykrotnie mistrzem Polski: Olsztyn 2013 – do lat 14, Katowice 2015 – do lat 16 i Wrocław 2018 – do lat 18) oraz pięciokrotnym medalistą mistrzostw Polski juniorów w szachach błyskawicznych (w tym mistrzem Polski: Katowice 2015 – do lat 16, Koszalin 2016 – do lat 16 i Wrocław 2018 – do lat 18).
Reprezentował Polskę na mistrzostwach świata juniorów (7 razy) oraz mistrzostwach Europy juniorów (5 razy), najlepszy wynik uzyskując w 2016 w Pradze (2. m. na MŚJ do lat 18). Czterokrotnie zwyciężał w turniejach: 2016 w Marienbad (Mariańskich Łaźniach), 2017 w Jastrzębiej Górze (Gwiazda Północy), 2018 w Gorzowie Wielkopolskim (Memoriał Emanuela Laskera) i 2019 w Budapeszcie (Lengyel Béla Memorial), razem z szachistą Girish, A. Koushik. Najlepszy wynik, jaki osiągnął w polskich mistrzostwach, to 7. miejsce w Warszawie w 2019.
11 października 2021 spełnił ostatni wymóg, aby otrzymać tytuł arcymistrza.
Najwyższy ranking w dotychczasowej karierze osiągnął 1 kwietnia 2023, z wynikiem 2552 punktów.

## Osiągnięcia
Indywidualne mistrzostwa Polski:
- Warszawa 2019 – VII m[7]
- Warszawa 2020 – IX m[10]
- Bydgoszcz 2021 – XI m[11]
- Kruszwica 2022 – XI m[12]
- Warszawa 2023 – XII m[13]

Drużynowe mistrzostwa Polski:
- Brązowy medal w 2020 w Krakowie
- Brązowy medal w 2021 w Legnicy
- Brązowy medal w 2022 w Bydgoszczy

Indywidualne mistrzostwa Polski do 20 lat:
- Pokrzywna 2020 – VIII m[14].

Indywidualne mistrzostwa świata juniorów:
- Durban 2014 – IX m.
- Porto Karas 2015 – LXIX m.
- Chanty-Mansyjsk 2016 – XXX m.
- Montevideo 2017 – XIII m.
- Gebze 2018 – LIII m.
- Porto Karas 2018 – srebrny medal
- Nowe Delhi 2019 – XXI m.

Indywidualne mistrzostwa Europy juniorów:
- Poreč 2015 – XX m.
- Praga 2016 – srebrny medal
- Mamaja 2017 – XII m.

Indywidualne mistrzostwa Polski juniorów:
- Wisła 2010 – VIII m. (szachy klasyczne – U10)
- Solina 2012 – srebrny medal (szachy klasyczne – U12)
- Wałbrzych 2013 – srebrny medal (szachy klasyczne – U14)
- Spała 2014 – złoty medal (szachy klasyczne – U14)
- Karpacz 2015 – srebrny medal (szachy klasyczne – U16)
- Szklarska Poręba 2016 – złoty medal (szachy klasyczne – U16)
- Ustroń 2017 – złoty medal (szachy klasyczne – U18)

Drużynowe mistrzostwa Polski juniorów:
- Karpacz 2013 – złoty medal[15]

Wybrane sukcesy w innych turniejach:
- 2014 – dz. III m. w Jastrzębiej Górze (Gwiazda Północy)
- 2015 – dz. III m. w Mariańskich Łaźniach (14th Marienbad Open)
- 2016 – dz. I m. w Mariańskich Łaźniach (15th Marienbad IM1), dz. III m. w Jastrzębiej Górze (Gwiazda Północy)[4]
- 2017 – dz. I m. w Jastrzębiej Górze (Gwiazda Północy)
- 2018 – I m. w Gorzowie Wielkopolskim (Memoriał Emanuela Laskera)[5]
- 2019 – dz. I m. w Budapeszcie (Lengyel Béla Memorial)[6]
- 2020 – II m. w Suwałkach (Memoriał Ireny Warakomskiej, open A)[16]
- 2021 – II m. w Krakowie (Cracovia 2020/21, open A), dz. I m. w Jastrzębiej Górze (półfinał MP – awans)[17]
- 2022 – I m. w Warszawie (Warsaw Chess Open 2022 – A)[18], dz. III m. w Suwałkach (Memoriał Ireny Warakomskiej, open A)[19]